# 濤響寺
濤響寺（とうこうじ）は、東京都神津島村にある浄土宗の寺院。

## 歴史
1639年（寛永16年）に開山された。伊豆国賀茂郡下田（現・静岡県下田市）の海善寺の末寺として創建された。
当寺の本尊は阿弥陀如来で、他に祐天上人坐像がある。これは江戸幕府第5代将軍徳川綱吉の娘竹姫が祐天のために制作したもので、祐天寺に寄進された。その後、1888年（明治21年）に当寺に送られた。また「延命山」という扁額は松平定信が書いたものである。このように歴史上の著名人の作品を所蔵しているのが大きな特徴である。

## 交通アクセス
- 神津島港より徒歩8分。